# 포르토 디 마레역
포르토 디 마레 역 (Porto di Mare)은 밀라노 지하철 3호선의 역이다. 1991년 5월 12일에 문을 열었다. 역명은 포강에 닿아 아드리아해까지 이어지려 했던 하천 항구 계획에서 이름을 따 왔다. 이 항구는 실제로 지어지지는 못했다.
역 구조는 1면 2선의 지하 역이다. 옛날에 A1선 고속도로가 시작됐던 지점에 위치해 있다.

## 환승
역 근처에는 ATM이 운영하는 버스 정류장이 있다.
- 버스 정류장

## 시설
이 역에는 다음과 같은 시설이 있다.
- 장애인 접근시설
- 엘리베이터
- 에스컬레이터
- 매표기
- 역 감시카메라